# Divajeu
Devajeu ist eine französische Gemeinde mit 687 Einwohnern (Stand: 1. Januar 2022) im Département Drôme in der Region Auvergne-Rhône-Alpes. Sie gehört zum Arrondissement Die und zum Kanton Crest. Sie grenzt im Nordwesten an Eurre (Berührungspunkt), im Norden an Crest, im Osten an Aouste-sur-Sye, im Südosten an Soyans, im Südwesten an La Répara-Auriples, im Südwesten an Autichamp und im Westen an Chabrillan. Die Bewohner werden Divajois und Divajoises genannt.

## Bevölkerungsentwicklung
| Jahr                       | 1962 | 1968 | 1975 | 1982 | 1990 | 1999 | 2008 | 2018 |
| -------------------------- | ---- | ---- | ---- | ---- | ---- | ---- | ---- | ---- |
| Einwohner                  | 306  | 313  | 341  | 354  | 400  | 544  | 612  | 660  |
| Quellen: Cassini und INSEE |      |      |      |      |      |      |      |      |

## Sehenswürdigkeiten

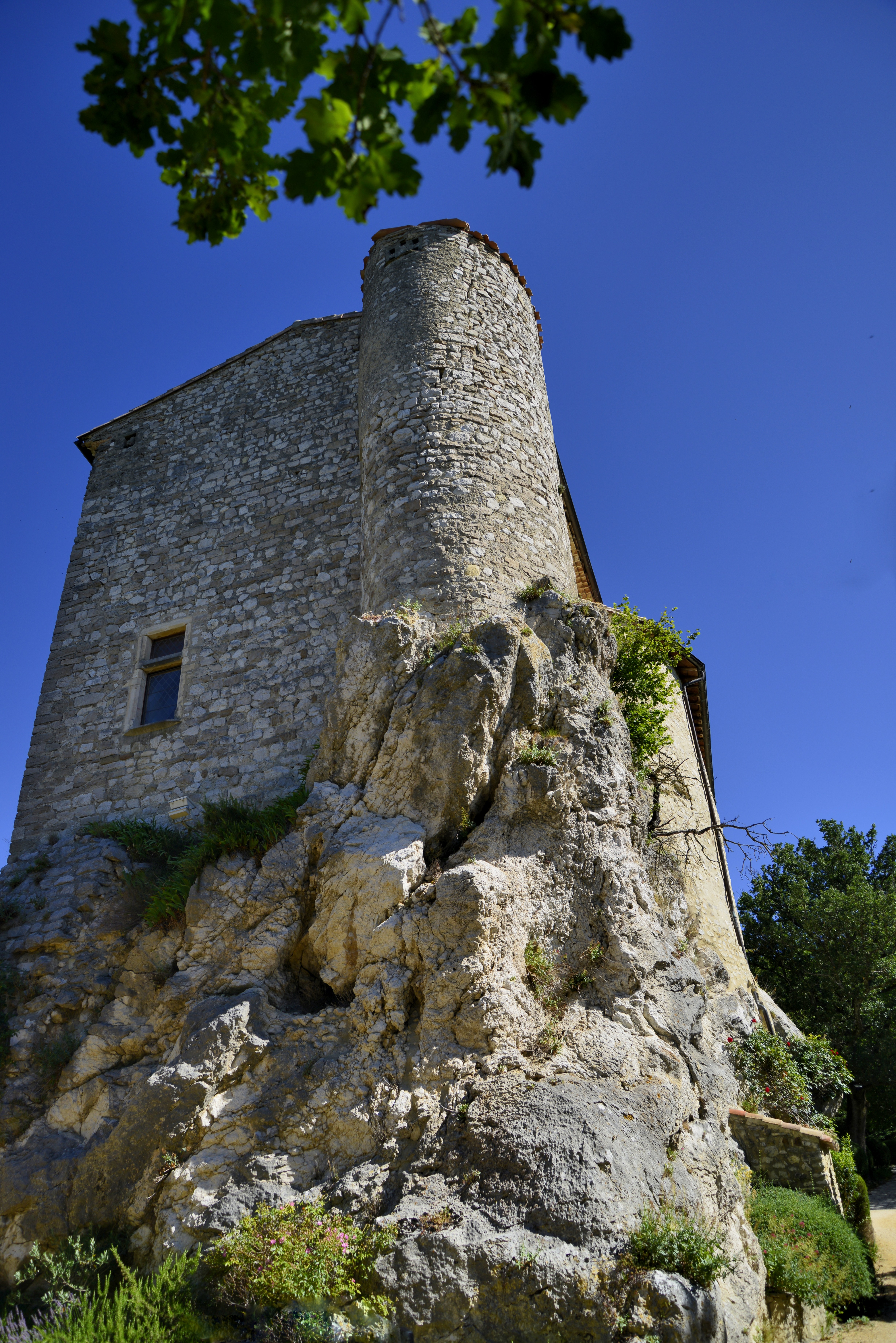
Burgruine Divajeu

- Ruine der mittelalterlichen Burg
- Kirche Saint-Blaise
- Kirche Saint-Lambert in Lambres